# عباس آباد (مازندران)
عباس آباد (بالفارسية: عباس‌آباد) هي منطقة سكنية في إيران وتقع في Abbasabad District يقدر عدد السكان في
عباس آباد، بـ 11,256 نسمة .

## اقرأ ايضاً
- قائمة مدن إيران